# Cantonul Montélimar-1
Cantonul Montélimar-1 este un canton din arondismentul Nyons, departamentul Drôme, regiunea Rhône-Alpes, Franța.

## Comune
- Montélimar (parțial, reședință)
- Ancône